# Arab strucc
Az arab strucc – egyéb nevein szír strucc vagy vöröslábú strucc – (Struthio camelus syriacus) a közönséges strucc (Struthio camelus) egy kihalt alfaja, amely a 20. század közepéig az Arab-félsziget és a Közel-Kelet területén élt.
A mitokondriális DNS-vizsgálatok kimutatták, hogy ma élő legközelebbi rokona az észak-afrikai strucc (Struthio camelus camelus). Az azonos leszármazási ág jelenléte e két alfajban azt jelzi, hogy a génáramlás földrajzilag két terület között lehetett lehetséges a közelmúlt evolúciós múltjában, valószínűleg az Egyiptom–Sínai-félsziget–Izrael átjáró környékén.

## Előfordulása
Az arab strucc egykoron a Közel-Kelet lakatlan, félsivatagos vagy sivatagi síkságain fordult elő. A történelmi időkben északon a 33-foktól északra, keletre Jordánia és Kuvait között, délre pedig az Arab-félszigeten, Izrael déli részén és a Sínai-félszigeten volt megtalálható.
Közigazgatásilag az alábbi országok területén élt: Irán, Irak, Izrael, Jordánia, Kuvait, Omán, Katar, Szaúd-Arábia, Szíria, Egyesült Arab Emírségek és Jemen.

## Megjelenése
Hasonló megjelenésű volt az észak-afrikai alfajhoz, de tőle a viszonylag kisebb termet különböztette meg. Valószínűleg a tojó világosabb tollazatú lehetett, mint a kakas. Az arab strucc bokája 390–465 mm volt, míg az észak-afrikai struccé 450–530 mm.

## Kapcsolata az emberrel

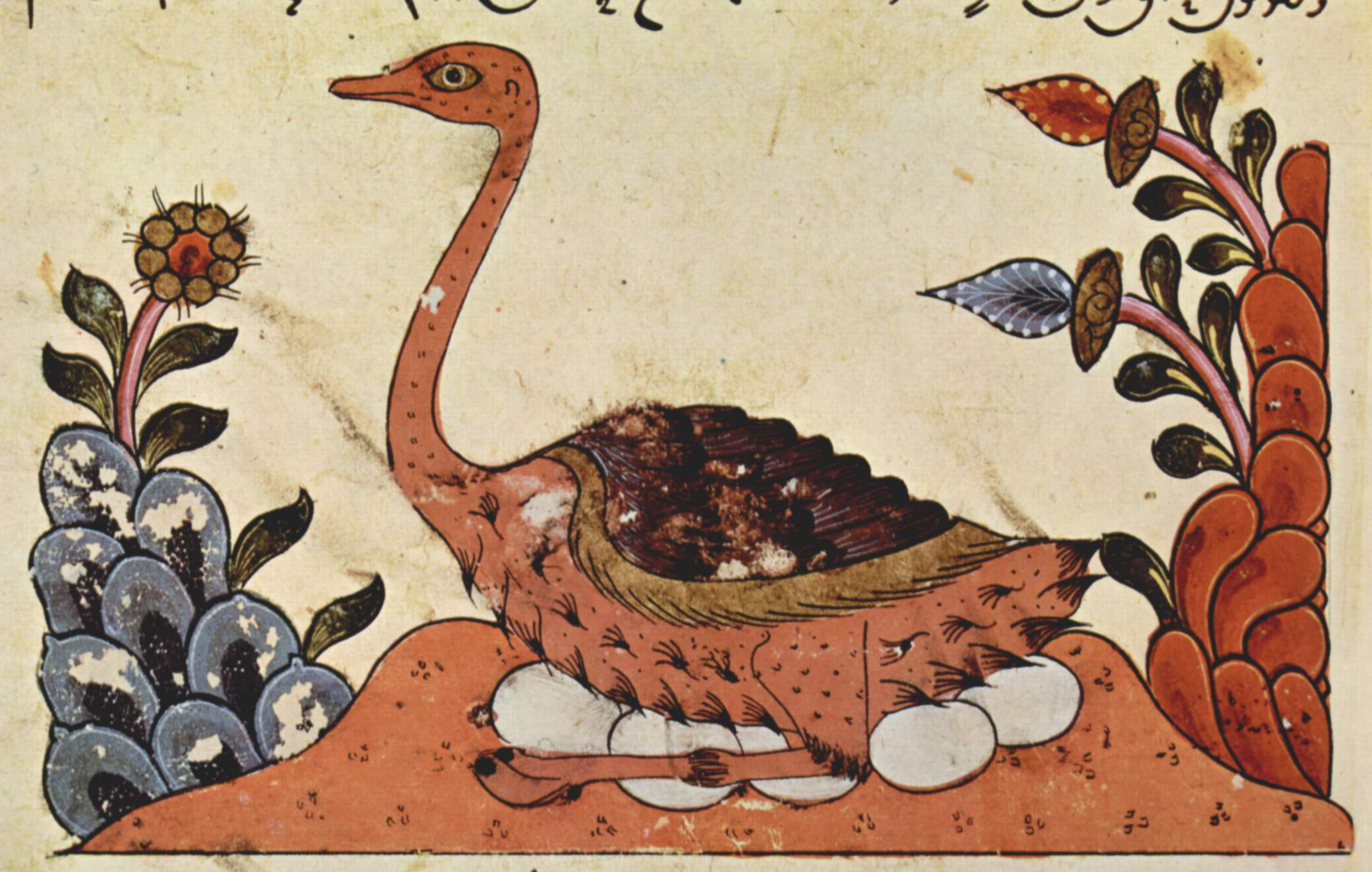
Az állatról készített festmény al-Dzsáhiz Az állatok könyve című művéből.

Az arab strucc régóta jelentős szerepet játszik a közel-keleti régió kultúrájába. A Rijád környékén található őskorból származó "Greffiti Kövek"-ben látható ábrázolás egy felnőtt madárról 11 fiókájáról. Mezopotámiában áldozati állatként használták és a műalkotásokban is gyakran szerepelt, csészékre és strucctojásból készített tárgyakra festve, amiket asszír korban eladtak Eutriában. A Tang-dinasztia Kínájában a strucc egy egzotikus ajándék volt a császár számára; struccok szerepelnek a Csianling Mauzóleum díszitésén, amelynek építését Kr. u. 706-ban fejezték be.
A zsidók véleménye az arab struccról kevésbé volt kedvező. Az a tény, hogy az oka annak, hogy a strucctojó felügyelet nélkül hagyhatja fészkét (mivel a tojások héja túl vastag ahhoz, hogy a ragadozók könnyen fel tudnák Őket törni), hogy szembe álljon a Jób könyvében szereplő gólya szülői ösztönével. Ez az oka annak, hogy a Siralmak könyve a strucctojót szívtelennek nevezi. Az arab strucc valószínűleg azon madarak egyike volt, amelyek a zsidóknak meg voltak tiltva, mint tisztáltalan állatok Mózes harmadik könyvében, bár az akkori izraeliták ugyanilyen valószínűséggel ismerhették az észak-afrikai struccot is, mely abba az időbe a Nílus völgyében élt a mai Egyiptom területén.
A római időkben struccokat is használtak az amfiteátrumokban történő vadállatokkal küzdő játékokban és élelemforrásnak. Ezen madarak általában az észak-afrikai alfajból származtak, nem pedig a szóban forgó arab struccból, mivel az utóbbi csak a birodalom lakatlan határvidékén élt, ugyanakkor hozzá kell tenni, hogy jóval később az arab alfaj tollait jobb anyagúnak tartották kalapkészítéshez, mint az észak-afrikaiét.
Az iszlám térnyerése után az arab strucc a gazdagság és az elegancia megtestesítője volt; a struccvadászat a gazdagok és a nemesek kedvelt időtöltése volt (ha megfelelően levágják, akkor a strucchús belefér a halal étkezésbe), a tojását, tollait és a bőrét széles körben használták a kézművességben. Az arab strucctermékeket, valamint az élő madarakat Kínába exportálták. Egy Tang-dinasztiából származó forrás szerint ez volt az Arábiában élő "tevemadár".
A Bagdadi Kalifátus idejéből származó mezopotámiai írások már beszámoltak az alfajról, mint Zakariya al-Qazwini kozmográfus az Élőlények csodái, al-Dzsáhiz Az állatok könyve, illetve Ibn Manzur Arab szótára című műve.
Thomas Edward Lawrence is beszámol a madárról a Bölcsesség hét pillére című művében, amikor egy arab törzs egyik tagja békeáldozatul strucctojást visz I. Fejszál királynak. Azt is említette, hogy a strucc bőséget hozott az adott törzs területén.

### Kihalása
A lőfegyverek és a gépjárművek széleskörű megjelenése hatására az alfaj állománya kezdett jó úton haladni a végleges kihalás felé. A korai vadászati módokkal, mint az íjakkal, nyilakkal és kutyákkal való vadászattal az arab strucc gyakran eltudott menekülni, de később a puskák lehetővé tették a túlzott vadászatot, amivel könnyebb volt a kihalásig üldözni. A 20. század elejére ritkaság lett belőle. Északi "mentsvára" a Nefúd-sivatag, a Szír-sivatag, az Eufrátesz völgye és a szaúd-arábiai Dzsauf tartomány, ahol a szaúdi gazella és az arab bejza társaságában élt, amik mára kihaltak vagy nagyon megritkultak. A legutóbbi észlelések közül néhány a jordán-iraki határ környékén fekvő Tall al-Rasatinban volt 1928-ban, a 40-es években Jubailban egy példányt lelőttek és megettek a helyi csővezetékmunkások, illetve 1966-ban egy haldokló egyedet a jordániai Wadi el-Hasa felső részén. A déli popouláció egykori lelőhelyén még mindig megtalálhatóak az arab strucctól száramzó régi tojások maradványai, amik az 1900-as-és 1920-as évek között tűntek el, feltehetően a növekvő szárazság miatt. Néhány tojáshéjat St. John Philby gyűjtött be Mahadir Summan-ból 1930-as évek elején.

### Visszatelepítés
Mivel kimutatták az észak-afrikai struccal való szoros genetikai kapcsolatot, ezért ezzel az alfajjal 1994-ben elkezdődött a Szaúd-Arábiába és Katarba való visszatelepítés. 10 évvel később az izraeli Negev-sivatagban próbálkoztak a visszatelepítéssel, ami sajnos kudarcot vallott.

## Fordítás
- Ez a szócikk részben vagy egészben  az   Arabian ostrich című angol Wikipédia-szócikk fordításán alapul.  Az eredeti cikk szerkesztőit annak laptörténete sorolja fel. Ez a jelzés csupán a megfogalmazás eredetét és a szerzői jogokat jelzi, nem szolgál a cikkben szereplő információk forrásmegjelöléseként.